# Доріс Гудвін
Доріс Гелен Кернс Гудвін (англ. Doris Helen Kearns Goodwin, нар. 4 січня 1943) – американська біографка, історикиня, політологиня, журналістка та письменниця. Авторка біографій багатьох президентів США, в тому числі Ліндона Джонсона, Кеннеді, Авраама Лінкольна, Теодора Рузвельта, Вільяма Говарда Тафта. У 1995 році книга Гудвін «No Ordinary Time: Franklin and Eleanor Roosevelt - The Home Front in World War II» отримала Пулітцерівську премію.

## Ранні роки та освіта
Доріс Кернс народилася 4 січня 1943 року в Брукліні (штат Нью-Йорк), є дочкою Гелен Вітт (до шлюбу Міллер) та Майкла Френсіса Алоїзіуса Кернса. Також має сестру, Jene Kearns. Її дідусь і бабуся по батькові були іммігрантами з Ірландії. Виросла в Роквілл-Сентрі, Нью-Йорк, де закінчила школу South Side. Пізніше навчалася в Колбі, штат Мен. Вуз закінчила з відзнакою в 1964 році зі ступенем бакалавра мистецтв, та отримала стипендію Вудро Вілсона, щоб продовжити докторантуру.
У 1968 році здобула ступінь доктора філософії в Гарвардському університеті, захистивши дисертацію на тему «Молитва і повторна участь: аналіз відносин між Конгресом та Судом».

## Кар'єра й нагороди
В 1967 році Доріс Кернс потрапляє до Білого дому, за каденції Ліндона Джонсона. Останній відразу зацікавився молодою спеціалісткою та запропонував попрацювати помічницею в Овальному кабінеті. Коли у «Новій Республіці» вийшла стаття Кернс щодо того, як скинути з посади Джонсона за його невдалу політику у В'єтнамі, Доріс було зараховано до Департаменту праці. Сама вона пізніше говорила: «Президент виявив, що я брала активну участь у антивоєнному русі й написала статтю під назвою «Як звалити Ліндона Джонсона». Тому думала, що він виведе мене з програми стажування. Та замість цього він сказав: «О, приведіть її сюди на рік, і якщо я не зможу перемогти її, ніхто не зможе».
Після складання Джонсоном повноважень в 1969 році, Доріс Кернс залишилась у Білому домі, де працювала з програмами боротьби з бідністю. У 1977 році було опубліковано її розмови з уже покійним президентом, книга стала бестселером «Нью-Йорк Таймс» та вдалим початком її літературної кар'єри.
В 1995 році отримала Пулітцерівську премію за книгу «No Ordinary Time: Franklin and Eleanor Roosevelt - The Home Front in World War II».
У 1996 році отримала премію «Золота плита» Американської академії досягнень.
В 2005 році отримала відзнаку Лінкольна за кращу книгу про громадянську війну в Америці. Частина книги була адаптована Тоні Кушнером до сценарію фільму Стівена Спілберга «Лінкольн».
В 2008 році Доріс Кернс нагороджена званням почесного доктора Державного коледжу Вестфілд.
У 2019 році видавництво «Наш Формат» опублікувало книгу Доріс Гудвін «Авраам Лінкольн. Біографія».

## Особисте життя
Зростаючи на Лонг-Айленді, Гудвін є палкою шанувальницею бейсбольного клубу «Бруклін Доджерс». Переїхавши в 1957 році до Лос-Анджелеса, стала фанаткою «Red Sox», наразі є постійною власницею сезонного квитка.
У 1975 році Кернс одружилася з Річардом Гудвіном, який працював в адміністраціях Кеннеді та Джонсона на посаді радника й писаря. Вони зустрілися в середині 1972 року в Гарвардському Інституті Політики. Річард Гудвін був вдівцем, який мав сина Річарда від першого шлюбу. Коли вони одружилися, його синові було дев'ять років. Подружжя також має двох спільних синів Майкла та Йосипа. Чоловік помер 20 травня 2018 року від раку. Доріс Гелен Гудвін наразі проживає в містечку Конкорд, штат Массачусетс.

## Переклад українською
- Доріс Гудвін. Авраам Лінкольн. Біографія / пер. Євгенія Кузнєцова. - К.: Наш Формат, 2019.